# Courances
Courances là một xã ở tỉnh Essonne thuộc vùng Île-de-France miền bắc nước Pháp.
Theo điều tra dân số năm 1999, dân số xã này là 352.
Danh xưng cư dân địa phương Courances trong tiếng Pháp là Courançois.